# Edina Guedes Wanderley
Edina Guedes Wanderley (Patos, 12 de dezembro de 1950) foi deputada estadual da Paraíba, eleita em 2002 com 13. 964 votos em Patos e 30. 536 na Paraíba.

## Biografia
Filha de Evaristo Medeiros Guedes e Francisca Pereira, se formou em Economia, em 1977, e em História, em 1980, pela Fundação Francisco Mascarenhas. Casou-se com o ex-deputado e ex-prefeito de Patos, Dinaldo Medeiros Wanderley, em junho de 1973, surgiram do matrimônio quatro filhos: Gustavo (advogado), Dinaldinho, Ana Carolina e Bruno (médicos).
Manteve-se na vida pública, vindo a assumir vários cargos na administração estadual, dentre os quais a função de secretária de Desenvolvimento Humano, na gestão do governador Cássio Cunha Lima. O esposo foi responsável por lançar a sua candidatura de deputada estadual em 2002.